# The Last Black Man in San Francisco
The Last Black Man in San Francisco es una película estadounidense de drama dirigida y producida por Joe Talbot (su debut como director), basada en una historia de Jimmie Fails y Talbot (que, a su vez, se basa en parte en la propia vida de Fails). Es protagonizada por Fails, Jonathan Majors, Danny Glover, Tichina Arnold, Rob Morgan, Mike Epps, Finn Wittrock y Thora Birch. La trama se centra en los esfuerzos de un hombre afroamericano, Jimmie, para reclamar el hogar de su infancia, una casa victoriana en el distrito de Fillmore, que fue construida por su abuelo.
Tuvo su estreno mundial en el Festival de Cine de Sundance el 26 de enero de 2019, donde ganó premios por Mejor Dirección y Premio Especial del Jurado por Colaboración Creativa. Fue estrenada el 7 de junio de 2019 por A24.

## Argumento
Jimmie Fails es un joven que vive en el Área de la Bahía de San Francisco. Pasa su tiempo deambulando por la ciudad con su mejor amigo Montgomery "Mont" Allen, con quien también vive, junto con el abuelo de Mont. Jimmie espera el autobús con Mont todos los días, durante el cual ven varios estados de cambio en la ciudad y los manifestantes que intentan detenerlo. Luego, los dos van a una casa victoriana clásica en el distrito de Fillmore de la ciudad en la que Jimmie creció y dice que fue construida por su abuelo en 1946. La casa está ocupada actualmente por una pareja mayor, y Jimmie a menudo lamenta a Mont sobre cómo la pareja no Cuide la casa mientras hace todo lo posible para remodelarla él mismo. Un día, Jimmie y Mont visitan la casa solo para encontrar a la mujer llorando en el hombro de su esposo y mudanzas tomando las cosas de la pareja.
Jimmie y Mont van a un agente inmobiliario local, quien les informa que la madre de la mujer había muerto y que ahora ella y su hermana están peleando por la casa. Aprovechan esta oportunidad para visitar la casa ahora vacante y tener la libertad de finalmente volver a explorar la casa en su totalidad. Decidiendo establecerse, la pareja visita a la tía de Jimmie, Wanda, quien les da las decoraciones interiores que tenían cuando vivían allí. Jimmie y Mont regresan a la casa con la ayuda del esposo de Wanda, Ricky, y desempacan los artículos, mostrándolos por toda la casa. 
Una noche, Mont invita a Kofi, un amigo de la infancia de Jimmie y de él, a la casa, y los tres disfrutan de una noche de relajación. Sin embargo, al día siguiente, Kofi le dice cosas hirientes a Jimmie sobre su padre para parecer dominante después de ser llamado "femenino" por sus amigos. Jimmie y Mont más tarde descubren por los amigos de Kofi que fue asesinado por un hombre con el que tuvo una pelea. Al mismo tiempo, la pareja descubre que sus posesiones fueron expulsadas de la casa y abandonadas en la acera, además de un letrero publicado por el agente inmobiliario al que fueron antes. Sintiéndose traicionado, Jimmie contraataca volviendo a ponerlo todo. Mont, sin embargo, va al agente de bienes raíces, quien revela que la casa no fue construida por el abuelo de Jimmie, y tiene el hecho de demostrar que en realidad fue construida en el Década de 1850.
Mont escribe una obra sobre las secuelas de la muerte de Kofi y alienta a Jimmie a anunciarlo a los transeúntes, sosteniéndolo en el "sombrero de bruja" de la casa. El día de la presentación, se muestra el padre separado de Jimmie, con quien ya había tenido una discusión. Durante la presentación, Mont muestra varias publicaciones en las redes sociales sobre la muerte de Kofi, todas las cuales él proclama muestran que estas personas nunca conocieron realmente a Kofi. Le pide a varias personas en la multitud que cuenten sus opiniones sobre Kofi, incluido Jimmie, quien dice que a pesar de que lo último que Kofi le dijo alguna vez fue malo, su experiencia con él en un hogar grupal fue amigable, diciendo que "la gente no está "una cosa". Mont le revela a Jimmie que su abuelo no construyó la casa, dejándolo conmocionado.
Jimmie se reúne con Mont en el muelle antes de irse a casa. Mira televisión con Mont y el abuelo Allen antes de acostarse. Mont se despierta y encuentra que Jimmie se fue, con una nota que le agradece a Mont por ser su mejor amigo. Mont se queda solo, se muestra en varias actividades diarias que los dos solían compartir felizmente ahora sin vida. Él observa desde el muelle, donde Jimmie está lejos, remando en el agua cerca del Puente Golden Gate.

## Reparto
- Jimmie Fails como Jimmie Fails.
- Jonathan Majors como Montgomery Allen.
- Danny Glover como el abuelo Allen.
- Tichina Arnold como Wanda Fails.
- Rob Morgan como James Sr.
- Mike Epps como Bobby.
- Finn Wittrock como Clayton.
- Thora Birch como Becca.
- Jamal Trulove como Kofi.
- Jello Biafra como Tour Guide.
- San Quinn como Grown Ass Man.
- Daewon Song como tío Ricky.
- Andy Roy como Andy.
- Willie Hen como Preacher.
- Tonya Glanz como Nina.
- Wynner Gonzalez como Andrew Joseph.

## Producción
Talbot y Fails crecieron juntos en San Francisco y discutieron por primera vez la posibilidad de hacer la película como adolescentes. En mayo de 2018, se anunció que Jonathan Majors, Danny Glover, Tichina Arnold, Rob Morgan, Mike Epps, Finn Wittrock y Thora Birch se habían unido al elenco de la película, con Khaliah Neal produciendo la película. Plan B Entertainment producirá la película, mientras que A24 distribuirá la película.
La fotografía principal comenzó en abril de 2018.

## Estreno
Tuvo su estreno mundial en el Festival de Cine de Sundance el 26 de enero de 2019. Fue estrenada el 7 de junio de 2019. Anteriormente estaba programada para el 14 de junio.